# Nero AG
Nero AG er et tysk softwarefirma, mest kendt for programmet Nero Burning ROM, som er et program til at brænde CD'er og DVD'er. Nero AG har hovedkvarter i Karlsbad-Ittersbach i Tyskland.
| Tyskland | Spire Denne artikel om et firma eller en virksomhed i Tyskland er en spire som bør udbygges. Du er velkommen til at hjælpe Wikipedia ved at udvide den. |